# سيد باقر سيد جلال
سيد باقر سيد جلال (24 يونيو 1978) لاعب كرة قدم بحريني معتزل كان يجيد اللعب في مركز الوسط المحوري.